# نادي الفتح موسم 2009–10
شاركَ نادي الفتح في دوري المحترفين السعودي 2009–10 حيثُ خاض 22 مباراةً نجحَ خلالها في حصدِ 24 نقطة وهو ما مكّنه من احتلال المركز الثامن خلفَ نادي الحزم الذي حلَّ سابعًا برصيدِ 24 نقطة أيضًا، في حين حلَّ نادي الأهلي سادسًا برصيدِ 28 نقطة.

## نظرة عامّة
| المنافسة                  | أول مباراة       | آخر مباراة        | الدور الافتتاحي | المركز النهائي | السجل | السجل | السجل | السجل | السجل | السجل | السجل | السجل   |
| المنافسة                  | أول مباراة       | آخر مباراة        | الدور الافتتاحي | المركز النهائي | لعب   | ف     | ت     | خ     | له    | عليه  | ف.أ.  | الفوز % |
| ------------------------- | ---------------- | ----------------- | --------------- | -------------- | ----- | ----- | ----- | ----- | ----- | ----- | ----- | ------- |
| دوري المحترفين            | 18 آب/أغسطس 2009 | 18 آذار/مارس 2010 | الجولة الأولى   | المركز الثامن  | 22    | 6     | 6     | 10    | 26    | 38    | −12   | 027٫27  |
| كأس خادم الحرمين الشريفين | –                | –                 | –               | –              | 0     | 0     | 0     | 0     | 0     | 0     | +0    | —       |
| المجموع                   | المجموع          | المجموع           | المجموع         | المجموع        | 22    | 6     | 6     | 10    | 26    | 38    | −12   | 027٫27  |

المصدر: المنافسات

### حصيلة النتائج
| الفريق ╲ الجولة | 1 | 2 | 3 | 4 | 5 | 6 | 7 | 8 | 9 | 10 | 11 | 12 | 13 | 14 | 15 | 16 | 17 | 18 | 19 | 20 | 21 | 22 |
| --------------- | - | - | - | - | - | - | - | - | - | -- | -- | -- | -- | -- | -- | -- | -- | -- | -- | -- | -- | -- |
| نادي الفتح      | L | L | D | W | W | L | W | D | D | L  | D  | D  | W  | L  | L  | D  | L  | W  | L  | L  | L  | W  |

#### ملخص النتائج
| شامل | شامل | شامل | شامل | شامل | شامل | شامل | شامل | على أرضه | على أرضه | على أرضه | على أرضه | على أرضه | على أرضه | خارج أرضه | خارج أرضه | خارج أرضه | خارج أرضه | خارج أرضه | خارج أرضه |
| لعب  | ف    | ت    | خ    | أ.ل  | أ.ع  | ف.أ  | ن    | ف        | ت        | خ        | أ.ل      | أ.ع      | ف.أ      | ف         | ت         | خ         | أ.ل       | أ.ع       | ف.أ       |
| ---- | ---- | ---- | ---- | ---- | ---- | ---- | ---- | -------- | -------- | -------- | -------- | -------- | -------- | --------- | --------- | --------- | --------- | --------- | --------- |
| 22   | 6    | 6    | 10   | 26   | 38   | −12  | 24   | 4        | 2        | 5        | 14       | 15       | −1       | 2         | 4         | 5         | 12        | 23        | −11       |

## دوري المحترفين

### معلومات عامّة
النصف الأول
بدأ الفتح سلسلة مبارياتهِ في دوري المحترفين بخسارةٍ على أرضيّة ملعبه أمام الاتحاد بهدفين مقابل واحد، ثم تلتها خسارةٌ ثانيّةٌ أمام الرائد بـ 2 – 1 في الجولة الثانيّة. نجحَ الفتحُ في تحقيقِ أول نقطةٍ له في الدوري في الجولة الثالثة حينما تعادل إيجابيًا (1 – 1) أمام الحزم، ثمّ حقق انتصارًا مهمًا في الجولة الرابعة على حساب الاتفاق (2 – 0)، أعقبها انتصارٌ هو الثاني على التوالي وذلك على حسابِ الشباب بـ 2 – 1.
وجد الفتح نفسه في الجولة الخامسة في مباراة مهمّة وصعبة أمام الهلال المنتشي بسلسلة انتصارتهِ المتتاليّة. حاول الفتح إحداث المفاجأة في استاد جامعة الملك سعود بالعاصِمة الرياض لكنّه تعرض لخسارة قاسية حينما اكتُسح من قِبل النادي الأزرق بخمسة أهدافٍ مقابل واحد. سُرعان ما تدارك الفتح خسارة الجولة الماضيّة حينما اكتسح هو الآخر في الجولة السابعة نادي القادسية بخماسية نظيفة في الأحساء. حلَّ النادي الأحسائي ضيفًا ثقيلًا على نادي نجران فنجحَ في اقتناصِ نقطة تعادلٍ ثمينة بعد تعادله إيجابيًا بهدفٍ لمثله، قبل أن يتعادل سلبيًا أمام الوحدة في الجولة التاسعة.
سقط الفتحُ أمام النصر في الجولة العاشرة بـ 3 – 1، لكنّه عاد في الجولة الحادية عشر من ميدان الأهلي بنقطة تعادل ثمينة، أعقبها تعادلٌ هو الثاني على التوالي أمام الاتحاد في مدينة جدة أيضًا. تمكّن الفتحُ في آخر مباراةٍ له في النصف الأول من الدوري في تحقيقِ انتصارٍ مهمٍ على الرائد (2 – 0) ختم به سلسلة نتائجه الإيجابيّة.
نجحَ الفتحُ إذن خلال 13 مباراةً لعبها في تحقيقِ الفوز 4 مرات ثمّ تعادل في خمسٍ بينما خسر في أربعِ مناسبات وهو ما مكّنه من حصدِ 17 نقطة من 39 ممكنة. بهذا العدد من النقاط، نصّب الفتحُ نفسه في منتصف جدول الترتيب ولو بشكلٍ مؤقت.
النصف الثاني
دخل الفتح النصف الثاني من الموسم بشكلٍ سيّء حيثُ خسر أمام الحزم بـ 2 – 1 وهو الذي تعادل معه ذهابًا، ثمّ خسر في الجولة المواليّة (الجولة الخامسة عشر) أمام الاتفاق في أول يومٍ من العام الجديد عام 2010. انتفض الفتحُ في الجولة السادسة عشر فتمكّنَ من اقتناصِ تعادلٍ مهمٍ من ميدان الشباب في الرياض بـ 2 – 2، لكنّه عاد لدوامة الخسائر حينما فشلَ في تحقيقِ نتيجةٍ إيجابيّةٍ أمامَ الهلال في الأحساء فسُحق برباعية نظيفة.
نجحَ الفتح في الجولة الثامنة عشر في تحقيقِ فوزٍ على القادسيّة بهدفٍ نظيفٍ ليكون فوزه الأول بعد أربع مباريات فشل فيها في تحقيقِ النّقاط الثلاث. سُرعان ما عاد الفتحُ من جديدٍ لمسلسل الإخفاقات فتعرّض لثلاث هزائمٍ على التوالي: أولى جاءت في الجولة التاسعة عشر أمام نجران بهدف نظيف، وثانيّة في الجولة العشرين أمام الوحدة بسداسيّة نظيفة وهي أثقل هزيمة تعرض لها الفريق في الدوري، ثمّ ثالثة أمام النصر في ملعب الأمير عبد الله بن جلوي بهدفين نظيفين.
انتفضَ الفتحُ في آخر جولةٍ له في الدوري، فحقَّق انتصارًا معنويًا على الأهلي بـ 3 – 1. انتصارٌ لم يٌغيّر كثيرًا في جدول الترتيب لكنّه كان كافيًا لدفعِ الفتح نحو تحقيق المركز الثامن خلف الحزم الذي حلَّ سابعًا بنفس نقاط الفتح مع فرقٍ في عدد الأهداف المُسجَّلة وتلك التي تلقّاها.
في ظرفِ 9 مبارياتٍ لعبها النادي الأحسائي في إطارِ مباريات النصف الثاني من الموسم، نجحَ الفتح في تحقيقِ الانتصار مرتين فقط وتعادل مرة واحدة بينما هُزم في ستِّ مبارياتٍ كاملةٍ.

### قائمة المباريات
هذه قائمةٌ بمباريات نادي الفتح في موسمهِ الكرويّ 2009–10 في دوري المحترفين:
| 18 أغسطس 2009 1 | الفتح | 1 – 2 | الاتحاد | الأحساء                              |
| 17:45           |       |       |         | الملعب: ملعب الأمير عبد الله بن جلوي |

| 26 أغسطس 2009 2 | الرائد | 2 – 1 | الفتح | بريدة                                 |
| 19:15           |        |       |       | الملعب: مدينة الملك عبد الله الرياضية |

| 25 نوفمبر 2009 3 | الفتح | 1 – 1 | الحزم | الأحساء                              |
| 17:10            |       |       |       | الملعب: ملعب الأمير عبد الله بن جلوي |

| 90 سبتمبر 2009 4 | الاتفاق | 0 – 2 | الفتح | الدمام                          |
| 17:05            |         |       |       | الملعب: ملعب الأمير محمد بن فهد |

| 18 أكتوبر 2009 5 | الفتح | 2 – 1 | الشباب | الأحساء                              |
| 16:50            |       |       |        | الملعب: ملعب الأمير عبد الله بن جلوي |

| 23 أكتوبر 2019 6 | الهلال | 5 – 1 | الفتح | الرياض                         |
| 14:45            |        |       |       | الملعب: استاد جامعة الملك سعود |

| 28 أكتوبر 2009 7 | الفتح | 5 – 0 | القادسية | الأحساء                              |
| 15:45            |       |       |          | الملعب: ملعب الأمير عبد الله بن جلوي |

| 02 نوفمبر 2009 8 | نجران | 1 – 1 | الفتح | نجران                    |
| 15:40            |       |       |       | الملعب: ملعب جامعة نجران |

| 21 نوفمبر 2009 9 | الفتح | 0 – 0 | الوحدة | الأحساء                              |
| 15:35            |       |       |        | الملعب: ملعب الأمير عبد الله بن جلوي |

| 04 ديسمبر 2009 10 | النصر | 3 – 1 | الفتح | الرياض                        |
| 15:35             |       |       |       | الملعب: ملعب الملك فهد الدولي |

| 10 ديسمبر 2009 11 | الأهلي | 1 – 1 | الفتح | جدة                                   |
| 15:35             |        |       |       | الملعب: مدينة الملك عبد الله الرياضية |

| 15 ديسمبر 2009 12 | الاتحاد | 1 – 1 | الفتح | جدة                                   |
| 15:40             |         |       |       | الملعب: مدينة الملك عبد الله الرياضية |

| 19 ديسمبر 2009 13 | الفتح | 2 – 0 | الرائد | الأحساء                              |
| 15:40             |       |       |        | الملعب: ملعب الأمير عبد الله بن جلوي |

| 14 ديسمبر 2009 14 | الحزم | 2 – 1 | الفتح | الرس               |
| 11:25             |       |       |       | الملعب: ملعب الحزم |

| 01 يناير 2010 15 | الفتح | 0 – 3 | الاتفاق | الأحساء                              |
| 15:45            |       |       |         | الملعب: ملعب الأمير عبد الله بن جلوي |

| 06 يناير 2010 16 | الشباب | 2 – 2 | الفتح | الرياض                          |
| 15:50            |        |       |       | الملعب: ملعب الأمير فيصل بن فهد |

| 13 يناير 2010 17 | الفتح | 0 – 4 | الهلال | الأحساء                              |
| 15:55            |       |       |        | الملعب: ملعب الأمير عبد الله بن جلوي |

| 18 يناير 2010 18 | القادسية | 0 – 1 | الفتح | الخبر                                      |
| 16:00            |          |       |       | الملعب: مدينة الأمير سعود بن جلوي الرياضية |

| 23 يناير 2010 19 | الفتح | 0 – 1 | نجران | الأحساء                              |
| 16:00            |       |       |       | الملعب: ملعب الأمير عبد الله بن جلوي |

| 28 يناير 2010 20 | الوحدة | 6 – 0 | الفتح | جدة                           |
| 16:10            |        |       |       | الملعب: ملعب الملك عبد العزيز |

| 14 مارس 2010 21 | الفتح | 0 – 2 | النصر | الأحساء                              |
| 16:30           |       |       |       | الملعب: ملعب الأمير عبد الله بن جلوي |

| 18 مارس 2010 22 | الفتح | 3 – 1 | الأهلي | الأحساء                              |
| 16:30           |       |       |        | الملعب: ملعب الأمير عبد الله بن جلوي |

### إحصائيات
- سجّل الفتح 26 هدفًا (بمعدل 1.18 في كلّ مباراة) بينما تلقّت شباكه 38 هدفًا (بمعدل 1.72 في كل مباراة).
  - سجّل الفتح 14 هدفًا في المباريات التي خاضها على أرضيّة ملعبه بينما تلقَّى 15 هدفًا.
  - سجّل الفتح 12 هدفًا خارج دياره وتلقَّى في مقابل ذلك 23 هدفًا.
- خسر الفتح ثلاث مباريات على التوالي، من الجولة التاسعة عشر حتى الواحدة والعشرين.
  - فشل الفتح في تحقيقِ ثلاث انتصارات على التوالي، لكنّه حقَّق في المقابل انتصارين على التوالي كأطول سلسلة انتصارات له في الدوري وكان ذلك في الجولتين الرابعة والخامسة.
- أكبر انتصارٍ حقّقه نادي الفتح في الموسم الكرويّ 2009–10 كان على حسابِ نادي القادسية بخماسية نظيفة في الجولة السابعة من الدوري.
  - أكبر خسارة تعرّض لها الفتح في الدوري كانت في الجولة العشرين حينما سُحق على يدِ الوحدة بسداسية نظيفة.